# KYOKO
KYOKO（きょうこ）は、女性ファッションモデル。本名は汐田今日子（Kyoko Shiota）。血液型はA型。身長178cm。東京都出身。前事務所は館岡事務所
日本人離れしたエキゾチックな雰囲気と顔立ち、スタイルを持つモデルで1990年代に活躍しており、1991年にはパリ・コレクション、1994年からはニューヨーク・コレクションにも参加している。

## 略歴
- 1986年:東京でイタリアのエージェントにスカウトされる。3ヶ月のテスト期間をミラノに滞在したことがきっかけとなりモデルになる。(RICCARDO GAY MODEL MANAGEMENT)所属
- 1990年:FIFAワールドカップ大会開催地、スタディオ・サン・ニコラ（イタリア）で、グラウンドオープニングショーにテーマアジアをイメージカラーとした、デザイナーミラ・ショーンのドレスで出演。このショーにはアメリカをイメージカラーとしたデザイナーヴァレンティノ．ガラヴァーニのドレスを着たスーパーモデルシンディ・クロフォードも出演していた。1990年から1993年まで、資生堂ZOTOSゾートス・ニューヨークライフ（ニューヨークライン）のイメージモデルとしてショーに出演する。
- 1992年:パリの有名デザイナー ティエリー・ミュグレーが、40人近い外国人モデルを引き連れて来日ショーを両国国技館で開催した際に、日本人モデルとして舞台のとりを飾った。ゲスト出演者には山口小夜子、本木雅弘、宮沢りえなどもいた。

- 日本国内のデザイナーではISSEY MIYAKEが最初のパリ・コレクションの出演であったが、同時に他のメゾンのコレクションにも起用される。
- パリ16区の ガリエラ宮では、GIVENCHY創作40周年を祝い記念する大展示会が開催された。宮殿のパーティーにはオードリー・ヘプバーンをはじめ各界の著名人が参加するなか、そのシーズンのイメージモデルとして、ユベール・ド・ジバンシィのデザインしたオートクチュールを着て会場に出席した。
- 初代ジバンシィ設立デザイナーであった、ユベール・ド・ジバンシィのパリプレタポルテとオートクチュールコレクションに選ばれた、最後のオリエンタルモデルでもあった。
- パリのエージェントはスーパーモデル クラウディア・シファーと同じメトロポリタン（METROPOLITAN MODEL）にも所属、ニューヨークのエージェントは（CLICK Model）所属。パリにてニューヨークのエージェントのスカウトにより活動の拠点を広げることとなる。

## 出演

### SHOW
- Christian Dior
- Yves Saint Laurent
- GIVENCHY
- SONIA RYKIEL
- Nina Ricci
- GRES　PARIS
- LEONARD PARIS
- THIERRY MUGLER
- JEAN-LOUIS SCHERRER
- Mila Schön
- Gianfranco Ferré
- GIANNI VERSACE
- Max Mara
- Valentino Garavani
- VIVIENNE WESTWOOD
- Betsey Johnson
- Isaac Mizrahi
- LANVIN Paris
- Ralph Lauren
- Oscar de la Renta
- ISSEY MIYAKE
- JUNKO SHIMADA
- Yoshie Inaba
- Raiko Hirako
- 資生堂 ZOTOS
- L'OREAL Paris
- デビアスDe Beers Diamond

### 広告
- Polaroid（THE SQUARE ART POLAROID 80SERIES）